# Johann Ulrich Sponsel
Johann Ulrich Sponsel (* 13. Dezember 1721 in Muggendorf (Wiesenttal); † 6. Januar 1788 in Burgbernheim) war ein deutscher evangelischer Theologe.

## Leben
Der Sohn eines Bierbrauers erhielt den ersten Unterricht an der Schule seines Geburtsorts. Hartnäckig trat der Vater seinem oft geäußerten Wunsche, zu studieren, entgegen. Während Johann Ulrich ihm bei seinem Gewerbe behilflich sein musste, las er heimlich in den verschiedenartigsten Schriften, die ihm der Zufall in die Hand gab. Mit sechzehn Jahren ging er auf Wanderschaft durch Franken, Schwaben, Elsass, die Pfalz, Thüringen, Sachsen und Kurbrandenburg. 1738 kehrte er in seine Heimat zurück und übte das väterliche Gewerbe aus. Gleichzeitig sehnte er sich nach der Möglichkeit ein Studium zu beginnen.
1740 setzte sich der Pfarrer seines Geburtsortes dafür ein, dass er das Gymnasium in Coburg besuchen konnte. Als er in Coburg eintraf, waren jedoch seine Sprachkenntnisse so dürftig, dass er nicht Zögling der höheren Lehranstalt werden konnte. Doch brachte er es durch Privatunterricht, durch seine natürlichen Fähigkeiten und durch Fleiß so weit, dass er bereits 1741 in das Pädagogium des akademischen Gymnasiums in Coburg aufgenommen werden konnte. Seine Lernbegierde erhielt dadurch neuen Ansporn. Er rückte in die höheren Klassen auf und wurde mit ihm bisher unbekannten Wissenschaftszweigen vertraut.
1744 bezog Sponsel die Universität Erlangen. Dort waren Joachim Ehrenfried Pfeiffer (1709–1787), Caspar Jakob Huth (1711–1760), Georg Wilhelm Pözinger (1709–1753) und Johann Sigismund Kripner  seine Hauptlehrer auf dem Gebiet der Theologie und Philosophie. Mit den orientalischen Sprachen, besonders mit dem Arabischen, Syrischen und Samaritanischen, beschäftigte er sich besonders. Als er 1745, bei der von Kripner verteidigten Dissertation: „de Anima Mundi Platonica“ als Opponent auftrat, hätte er Magister werden und akademische Vorlesungen halten können. Er wählte jedoch zunächst die Laufbahn eines Pädagogen.
1746 wurde er Hauslehrer in Bayreuth, stellte sich 1747 als Kandidat den Prüfungen für das Predigtamt, erhielt den Ruf zum Rektorats-Vikariat beim Seminar in Bayreuth und wurde am Jahresende Adjunkt am dortigen Gymnasium.
1748 wurde er Stiftsprediger und Diakon an der St.-Georgen-Kirche, 1752 war er Pfarrer in Lenkersheim, und 1753 Ehrenmitglied der lateinischen Gesellschaft in Jena. In seinem Amt fühlte er sich so wohl, dass er weder die Ordens- und Stadtpredigerstelle zu St. Georgen annahm, noch als Stadtgeistlicher nach Bayreuth ging. 1766 übernahm er das Pfarramt und die Superintendentur in Burgbernheim. Diese Ämter hatte er bis zu seinem Lebensende. Seine Schriften sind heutzutage nur noch von historischem Interesse.

## Werke
- Parerga theologico – exegetica. Pars I. Coburgi, 1752; Pars II. Coburg 1753
- Abschiedspredigt zu.St. Georgen – ein gutes Gewissen als der grösseste Trost; eines von seiner Gemeine scheidenden Lehrers (über Hebr. XIII, 18). Bayreuth und Hof, 1753
- Antrittspred. zu Lenkersheim – die nothwendigen Eigenschaften eines Lehrers, der sein Amt mit Nutzen führen will (über Joh.X, 12—16). Rothenburg, 1753
- Grundrisse zu Leichenpredigten. 1  Teil, Hof u. Bayreuth, 1753; 2. Aufl. Hof 1786.; 2 Teil, Hof und Bayreuth 1756; 2. Aufl. Hof 1787; 3. Teil, Hof und Bayreuth, 1758; 4 Teil Hof und Bayreuth, 1759;
- Gerettete wichtige theologische Wahrheiten. Windsheim, 1755
- Sammlung etlicher heiligen Reden, über verschiedene Stellen aus dem Worte Gottes. Zehn an der Zahl. Nürnberg 1759
- Predigten über alle hohe Fest-Apostel- und Feyertägliche Evangelia des ganzen Jahrs. Bayreuth, 1759
- Erweiterte Grundriffe zu Predigten über alle Sonn- hohe Fest- und Aposteltags-Evangelien, samt angehängten Busspredigten. 1 Jg., Bayreuth, 1761; 2. Jg., Bayreuth, 1779
- Philologisch-exegetische Abhandlungen über verschiedene Stellen der heiligen Schrift. 1 Teil, Ansbach, 1761
- Grundrisse zu Hochzeitpredigten über biblische Texte. 1. Teil, Bayreuth, 1761, 2. Aufl., Bayreuth, 1773; 2. Teil, Bayreuth 1764; 2. Aufl., Bayreuth, 1776, 3.–5. Teil, Bayreuth, 1768; 3. Auflage, Bayreuth, 1796
- Kurze Leichenreden, welche bey den sogenannten Leichenvermahnungen können abgelesen werden. 4 Teile, Bayreuth, 1763, Neue Auflage, Ansbach, 1778
- Exercitationes philologico exegeticae in diversos scripturae locos. Ansbach, 1764
- Prüfung der Michaelischen Erklärung des Briefes Pauli an die Hebräer. Bayreuth, 1767
- Orgelhistorie. Nürnberg, 1771
- Von der Göttlichkeit der Bücher der Chronika und Esra. Schwabach, 1775
- Ueber die Verwirrung der Sprachen bey dem Babylonischen Thurmbau. Schwabach, 1776,
- Abhandlung von dem Selbstmorde. Nürnberg 1776
- Abhandlung von der Sünde wider den heiligen Geist. Schwabach, 1777 (eigentlich 1776)
- Abhandlung von der den Kindern Israel angeschuldigten Dieberey und ihrer Einnahme des Landes Kanaan. Schwabach, 1777
- Abhandlung von dem verfluchten Kain und dem gefallenen Adam. Frankfurt und Leipzig, 1777
- Abhandlung über den Propheten Jesaias. 1 Teil, Nürnberg, 1779; 2 Teil, Nürnberg, 1780
- Gründliche Erklärung biblischer Stellen. Nürnberg 1779
- Predigten über alle Sonn- Fest- und Feyertags-Evangelien des ganzen Jahrs. 2 Teile, Heilbronn, 1783